# Zapasy na Letnich Igrzyskach Olimpijskich 2000 – kategoria do 130 kg w stylu klasycznym
Zmagania mężczyzn do 130 kg to jedna z ośmiu męskich konkurencji w zapasach w stylu klasycznym rozgrywanych podczas Letnich Igrzysk Olimpijskich 2000. Pojedynki w tej kategorii wagowej odbyły się w dniach 25 – 27 września.

## Klasyfikacja[1]
| Pozycja | Nazwisko            | Kraj              |
| ------- | ------------------- | ----------------- |
| 1       | Rulon Gardner       | Stany Zjednoczone |
| 2       | Aleksandr Karielin  | Rosja             |
| 3       | Dzmitryj Dziabiełka | Białoruś          |
| 4       | Jurij Jewsejczyk    | Izrael            |
| 5       | Héctor Milián       | Kuba              |
| 6       | Heorhij Sałdadze    | Ukraina           |
| 7       | Giuseppe Giunta     | Włochy            |
| 8       | Fatih Bakir         | Turcja            |
| 9       | David Vála          | Czechy            |
| 10      | Eddy Bengtsson      | Szwecja           |
| 11      | Mihály Deák-Bárdos  | Węgry             |
| 12      | Rafael Barreno      | Wenezuela         |
| 13      | Hajkaz Galystian    | Armenia           |
| 14      | Zhao Hailin         | Chiny             |
| 15      | Umran al-Ajjari     | Tunezja           |
| 16      | Helger Hallik       | Estonia           |
| 17      | Marek Sitnik        | Polska            |
| 18      | Laszlo Kovacs       | Australia         |
| 19      | Serghei Mureico     | Bułgaria          |
| 20      | Mirian Giorgadze    | Gruzja            |

## Zasady[2]
- PP — Na punkty (Pokonany zdobył punkty)
- PO — Na punkty (Pokonany bez punktów)
- PA — Kontuzja
- TO — Nokaut

## Wyniki[3]

### Rundy eliminacyjne

#### Grupa 1
| Zawodnik      | W | P | Punkty | Punkty techniczne |
| ------------- | - | - | ------ | ----------------- |
| Héctor Milián | 2 | 0 | 6      | 4                 |
| Zhao Hailin   | 1 | 1 | 3      | 3                 |
| Helger Hallik | 0 | 2 | 1      | 2                 |

|               |               | Punkty | Punkty techniczne |
| ------------- | ------------- | ------ | ----------------- |
| Héctor Milián | Helger Hallik | 3-0 PO | 3-0               |
| Zhao Hailin   | Héctor Milián | 0-3 PO | 0-1               |
| Helger Hallik | Zhao Hailin   | 1-3 PP | 2-3               |

#### Grupa 2
| Zawodnik            | W | P | Punkty | Punkty techniczne |
| ------------------- | - | - | ------ | ----------------- |
| Dzmitryj Dziabiełka | 2 | 0 | 6      | 5                 |
| Eddy Bengtsson      | 1 | 1 | 4      | 5                 |
| Mirian Giorgadze    | 0 | 2 | 0      | 0                 |

|                     |                     | Punkty | Punkty techniczne |
| ------------------- | ------------------- | ------ | ----------------- |
| Mirian Giorgadze    | Dzmitryj Dziabiełka | 0-3 PO | 0-3               |
| Eddy Bengtsson      | Mirian Giorgadze    | 3-0 PO | 4-0               |
| Dzmitryj Dziabiełka | Eddy Bengtsson      | 3-1 PP | 2-1               |

#### Grupa 3
| Zawodnik         | W | P | Punkty | Punkty techniczne |
| ---------------- | - | - | ------ | ----------------- |
| Heorhij Sałdadze | 2 | 0 | 7      | 15                |
| Rafael Barreno   | 1 | 1 | 3      | 4                 |
| Laszlo Kovacs    | 0 | 2 | 0      | 0                 |

|                  |                  | Punkty | Punkty techniczne |
| ---------------- | ---------------- | ------ | ----------------- |
| Rafael Barreno   | Heorhij Sałdadze | 0-3 PO | 0-9               |
| Laszlo Kovacs    | Rafael Barreno   | 0-3 PO | 0-4               |
| Heorhij Sałdadze | Laszlo Kovacs    | 4-0 TO | 1:43              |

#### Grupa 4
| Zawodnik           | W | P | Punkty | Punkty techniczne |
| ------------------ | - | - | ------ | ----------------- |
| Aleksandr Karielin | 2 | 0 | 7      | 6                 |
| Mihály Deák-Bárdos | 1 | 1 | 4      | 0                 |
| Serghei Mureico    | 0 | 2 | 0      | 0                 |

|                    |                    | Punkty | Punkty techniczne |
| ------------------ | ------------------ | ------ | ----------------- |
| Aleksandr Karielin | Serghei Mureico    | 3-0 PO | 3-0               |
| Mihály Deák-Bárdos | Aleksandr Karielin | 0-4 TO | 1:48              |
| Serghei Mureico    | Mihály Deák-Bárdos | 0-4 PA | WO                |

#### Grupa 5
| Zawodnik         | W | P | Punkty | Punkty techniczne |
| ---------------- | - | - | ------ | ----------------- |
| Rulon Gardner    | 3 | 0 | 9      | 15                |
| Giuseppe Giunta  | 2 | 1 | 7      | 6                 |
| Hajkaz Galystian | 1 | 2 | 3      | 3                 |
| Umran al-Ajjari  | 0 | 3 | 2      | 4                 |

|                  |                 | Punkty | Punkty techniczne |
| ---------------- | --------------- | ------ | ----------------- |
| Hajkaz Galystian | Giuseppe Giunta | 0-3 PO | 0-1               |
| Rulon Gardner    | Umran al-Ajjari | 3-1 PP | 7-2               |
| Hajkaz Galystian | Rulon Gardner   | 0-3 PO | 0-6               |
| Giuseppe Giunta  | Umran al-Ajjari | 3-0 PO | 4-0               |
| Hajkaz Galystian | Umran al-Ajjari | 3-1 PP | 3-2               |
| Giuseppe Giunta  | Rulon Gardner   | 1-3 PP | 1-2               |

#### Grupa 6
| Zawodnik         | W | P | Punkty | Punkty techniczne |
| ---------------- | - | - | ------ | ----------------- |
| Jurij Jewsejczyk | 3 | 0 | 9      | 11                |
| Fatih Bakir      | 2 | 1 | 6      | 4                 |
| David Vála       | 1 | 2 | 4      | 5                 |
| Marek Sitnik     | 0 | 3 | 1      | 1                 |

|                  |                  | Punkty | Punkty techniczne |
| ---------------- | ---------------- | ------ | ----------------- |
| Fatih Bakir      | Jurij Jewsejczyk | 0-3 PO | 0-3               |
| Marek Sitnik     | David Vála       | 0-3 PO | 0-4               |
| Fatih Bakir      | Marek Sitnik     | 3-0 PO | 1-0               |
| Jurij Jewsejczyk | David Vála       | 3-1 PP | 5-1               |
| Fatih Bakir      | David Vála       | 3-0 PO | 3-0               |
| Jurij Jewsejczyk | Marek Sitnik     | 3-1 PP | 3-1               |

### Runda finałowa
|  | Ćwierćfinały        | Ćwierćfinały        | Ćwierćfinały |  |  | Półfinały           | Półfinały           | Półfinały     |   |                    | Finał               | Finał               | Finał       |
|  |                     |                     |              |  |  |                     |                     |               |   |                    |                     |                     |             |
|  | Héctor Milián       | Héctor Milián       | 0            |  |  |                     |                     |               |   |                    |                     |                     |             |
|  | Dzmitryj Dziabiełka | Dzmitryj Dziabiełka | 1            |  |  | Dzmitryj Dziabiełka | Dzmitryj Dziabiełka | 0             |   |                    |                     |                     |             |
|  | Heorhij Sałdadze    | Heorhij Sałdadze    | 0            |  |  | Aleksandr Karielin  | Aleksandr Karielin  | 3             |   |                    |                     |                     |             |
|  | Aleksandr Karielin  | Aleksandr Karielin  | 4            |  |  |                     |                     |               |   | Aleksandr Karielin | Aleksandr Karielin  | 0                   |             |
|  |                     |                     |              |  |  |                     | Rulon Gardner       | Rulon Gardner | 1 |                    |                     |                     |             |
|  |                     |                     |              |  |  | Rulon Gardner       | Rulon Gardner       | 3             |   |                    |                     |                     |             |
|  |                     |                     |              |  |  | Jurij Jewsejczyk    | Jurij Jewsejczyk    | 2             |   |                    | o 3 miejsce         | o 3 miejsce         | o 3 miejsce |
|  |                     |                     |              |  |  |                     |                     |               |   |                    |                     |                     |             |
|  |                     |                     |              |  |  |                     |                     |               |   |                    | Dzmitryj Dziabiełka | Dzmitryj Dziabiełka | 1           |
|  |                     |                     |              |  |  |                     |                     |               |   |                    | Jurij Jewsejczyk    | Jurij Jewsejczyk    | 0           |

|  |                  |   |
|  | o 5 miejsce      |   |
|  |                  |   |
|  |                  |   |
|  |                  |   |
|  | Héctor Milián    | 5 |
|  | Héctor Milián    | 5 |
|  | Heorhij Sałdadze | 3 |
|  | Heorhij Sałdadze | 3 |
|  |                  |   |